# Основе социо-психолошке теорије
Основе социо-психолошке теорије (рус. Основы социально-психологической теории) — главно и најпознатије дело Б. Д. Паригина, монографија коју је 1971. објавила московска издавачка кућа "Mysl'" у наклади од 20 000 примерака. 

## Главне идеје
У раду је формулисан и представљен концепт кључних проблема социјалне психологије, пре свега личности и људске комуникације. Књига истражује методолошке основе социо-психолошке теорије, њено порекло, структуру, функције, филозофске аспекте. Нарочито место психолошког фактора у структури друштвених односа и друштвене свести. Развијен је оригиналан концепт личности. Много се пажње посвећује проблемима социо-психолошке комуникације, у вези с којима се анализира: структура комуникације, однос између концепата "комуникација и заједница", "комуникација и друштвени односи", најважнији механизми комуникације (инфекција, убеђивање, имитација, мода, итд.). 

## Вредност
Монографија је заснована на претходно објављеном раду Б. Д. Паригина Социјална психологија као наука (1965) и на научној студији Јавно расположење (1966). Књига је изазвала велики одјек у научној заједници Совјетског Савеза и иностранства, што се одразило на објављене чланке и интервјуе. 
Монографија „Основе теорије социјално-психо-психологије“ неколико пута је штампана на немачком и јапанском. Познати преписи: Немачка (Келн, 1975, 1982; Берлин, 1975, 1976); Јапан (Токио, 1977).

## Књиге
- Основе социо-психолошке теорије|Основы социально-психологической теории / Б. Д. Парыгин. — М.: Мысль, 1971. — 352 с.
- Grundlagen der sozialpsychologischen Theorie. — Köln: Pahl-Rugenstein, 1975. — 265 S., OBr.  3-7609-0186-7
- Grundlagen der sozialpsychologischen Theorie. — (1. Aufl.) Berlin: Deutscher Verlag der Wissenschaften, 1975. — 264 S.
- Grundlagen der sozialpsychologischen Theorie. — Berlin: VEB, 1976. — 266 S.
- 社会心理学原論, 海外名著選〈76〉(Том № 76). — 明治図書出版 (Токио), 1977. — 281 с.
- Grundlagen der sozialpsychologischen Theorie. — Köln: Pahl-Rugenstein Verlag., 1982. — 264 S.  3-7609-0186-7